# Jesper Wecksell
Jesper „JW“ Wecksell (* 23. Februar 1995) ist ein schwedischer E-Sportler, welcher durch seine Erfolge in der Disziplin Counter-Strike: Global Offensive mit dem Team fnatic bekannt wurde.

## Karriere
Wecksell feierte seine ersten Erfolge bei Epsilon eSports, bei denen er von Dezember 2012 bis Juli 2013 spielte. Mit diesem Team erreichte der unter dem Nickname JW spielende Schwede auf den schwedischen Meisterschaften 2013 und auf der DreamHack Summer 2013 einen zweiten Platz. Im August 2013 wurde JW bei fnatic unter Vertrag genommen. Der erste große Erfolg unter dem neuen Team war der Gewinn des ersten Majors, der DreamHack Winter 2013. Fnatic konnte die Ninjas in Pyjamas überraschend im Finale schlagen. Nachdem Freddy „KRiMZ“ Johansson und Olof „olofm“ Kajbjer dem Team im Juni 2014 beitraten, war sein Team endgültig an der Weltspitze angelangt. Nachdem fnatic auf der ESL One Cologne 2014 noch im Finale gegen die Ninjas in Pyjamas gescheitert war, erreichte Wecksell gegen Ende des Jahres mit seinem Team Siege auf dem Electronic Sports World Cup und auf den Finals von FACEIT, den Fragbite Masters und der ESEA League. 2015 gewann JW allein auf den drei großen Turnieren ESL One Katowice 2015, ESL One Cologne 2015 und ESL ESEA Pro League Season 1 über 60.000 US-Dollar.
Am 15. August 2016 wechselte er zusammen mit seinen Teamkollegen Robin „flusha“ Rönnquist und Freddy „KRiMZ“ Johansson zu Godsent, welches wenige Wochen zuvor vom ehemaligen Teamkollegen Markus „pronax“ Wallsten gegründet wurde. Das Team qualifizierte sich für das Eleague Major: Atlanta 2017, schied ab in der Vorrunde aus. Im Februar 2017 kehrte Wecksell zu fnatic zurück.
Im März 2018 gewann Wecksell mit fnatic die World Championship der zwölften Saison der Intel Extreme Masters und die zweiten Finals World Electronic Sports Games. 2019 siegte er bei der DreamHack Masters Malmö 2019. Zudem erreichte er das Finale in der StarSeries & i-League CS:GO Season 7, der Intel Extreme Masters XIV – Sydney, der StarSeries & i-League CS:GO Season 8 und ESL Pro League Season 10 – Finals. Im folgenden Jahr gewann Wecksell die ESL Pro League Season 11: Europe. Im Juni 2021 wurde er bei Fnatic auf die Bank gesetzt. 2022 gründete er zusammen mit seinem ehemaligen Mitspieler Robin Rönnquist die Organisation Eyeballers, für welche er seitdem spielt.

## Erfolge
Die folgende Tabelle zeigt die wichtigsten Erfolge von JW. Da Counter-Strike in Fünferteams gespielt wird, entsprechen die dargestellten Preisgelder ein Fünftel des gewonnenen Gesamtpreisgeldes des jeweiligen Teams.
| Jahr | Platz   | Turnier                                                  | Team            | Persönliches Preisgeld |
| ---- | ------- | -------------------------------------------------------- | --------------- | ---------------------- |
| 2013 | 2.      | DreamHack Summer 2013                                    | Epsilon eSports | 08.000 SEK             |
| 2013 | 2.      | E-Sport SM 2013 Finals                                   | Epsilon eSports | 08.000 SEK             |
| 2013 | 2.      | MSI Beat it! 2013 Grand Finals                           | fnatic          | 01.400 $               |
| 2013 | 1.      | DreamHack Winter 2013                                    | fnatic          | 020.000 $              |
| 2014 | 5. – 8. | ESL One Katowice 2015                                    | fnatic          | 02.000 $               |
| 2014 | 1.      | E-Sport SM 2014 Finals                                   | fnatic          | 010.000 SEK            |
| 2014 | 3. – 4. | Gfinity G3 Lan                                           | fnatic          | 01.000 $               |
| 2014 | 2.      | ESL One Cologne 2014                                     | fnatic          | 010.000 $              |
| 2014 | 1.      | SLTV StarSeries Season X                                 | fnatic          | 02.800 $               |
| 2014 | 1.      | FaceIT League Season 2 Finals                            | fnatic          | 04.000 $               |
| 2014 | 1.      | ESWC 2014                                                | fnatic          | 04.000 $               |
| 2014 | 1.      | Fragbite Masters Season 3                                | fnatic          | 032.000 SEK            |
| 2014 | 5. – 8. | DreamHack Winter 2014                                    | fnatic          | 02.000 $               |
| 2014 | 1.      | ESEA Season 17                                           | fnatic          | 04.000 $               |
| 2015 | 1.      | Clutch Con 2015                                          | fnatic          | 01.600 $               |
| 2015 | 1.      | iOS Pantamera                                            | fnatic          | 03.000 €               |
| 2015 | 1.      | King of Majors                                           | fnatic          | 02.600 $               |
| 2015 | 1.      | ESL One Katowice 2015                                    | fnatic          | 020.000 $              |
| 2015 | 2.      | ESEA Season 18                                           | fnatic          | 05.000 $               |
| 2015 | 2.      | CCS Finals Season 1                                      | fnatic          | 04.000 $               |
| 2015 | 1.      | DreamHack Tours 2015                                     | fnatic          | 04.000 $               |
| 2015 | 1.      | Gfinity 2015 Spring Masters II                           | fnatic          | 05.000 $               |
| 2015 | 2.      | Fragbite Masters Season 4                                | fnatic          | 025.000 SEK            |
| 2015 | 1.      | DreamHack Summer 2015                                    | fnatic          | 04.000 $               |
| 2015 | 1.      | ESL ESEA Pro League Season 1 EU Division                 | fnatic          | 03.600 $               |
| 2015 | 1.      | ESL ESEA Pro League Season 1 Finals                      | fnatic          | 020.000 $              |
| 2015 | 1.      | ESL One Cologne 2015                                     | fnatic          | 020.000 $              |
| 2015 | 1.      | Fragbite Masters Champions Showdown                      | fnatic          | 016.000 SEK            |
| 2015 | 3. – 4. | ESL ESEA Pro League Dubai Invitational 2015              | fnatic          | 05.000 $               |
| 2015 | 2.      | Gfinity Champion of Champions 2015                       | fnatic          | 06.000 $               |
| 2015 | 5. – 8. | DreamHack Cluj-Napoca 2015                               | fnatic          | 02.000 $               |
| 2015 | 2.      | ESL ESEA Pro League Season 2 EU Division                 | fnatic          | 03.000 $               |
| 2015 | 1.      | FaceIT League 2015 Stage 3 auf der DreamHack Winter 2015 | fnatic          | 020.000 $              |
| 2015 | 1.      | Fragbite Masters Season 5                                | fnatic          | 045.000 SEK            |
| 2015 | 1.      | ESL ESEA Pro League Season 2 Finals                      | fnatic          | 020.000 $              |
| 2016 | 1.      | Star Ladder i-League XIV Finals                          | fnatic          | 018.000 $              |
| 2016 | 1.      | ESL Expo Barcelona CS:GO Invitational                    | fnatic          | 06.400 €               |
| 2016 | 1.      | IEM X – World Championship                               | fnatic          | 020.800 $              |
| 2016 | 5. – 8. | MLG Major Championship: Columbus 2016                    | fnatic          | 07.000 $               |
| 2016 | 3. – 4. | ESL Pro League Season 3 Finals                           | fnatic          | 08.800 $               |
| 2016 | 3. – 4. | Esports Championship Series Season 1 – Finals            | fnatic          | 016.000 $              |
| 2016 | 3. – 4. | ESL One Cologne 2016                                     | fnatic          | 014.000 $              |
| 2016 | 2.      | Eleague Season 1                                         | fnatic          | 028.000 $              |
| 2016 | 1.      | European Minor – ELEAGUE Major 2017                      | Godsent         | 06.000 $               |
| 2016 | 3. – 4. | DreamHack Winter 2016                                    | Godsent         | 02.000 $               |
| 2017 | 2.      | DreamHack Summer 2017                                    | fnatic          | 04.000 $               |
| 2017 | 5. – 8. | PGL Major: Kraków 2017                                   | fnatic          | 07.000 $               |
| 2017 | 5. – 8. | ELEAGUE CS:GO Premier 2017                               | fnatic          | 07.000 $               |
| 2017 | 3. – 4. | ESL Pro League Season 6 – Finals                         | fnatic          | 012.000 $              |
| 2017 | 3. – 4. | Esports Championship Series Season 4 – Finals            | fnatic          | 013.000 $              |
| 2018 | 5. – 8. | Eleague Major: Boston 2018                               | fnatic          | 07.000 $               |
| 2018 | 1.      | IEM XII – World Championship: Katowice                   | fnatic          | 050.600 $              |
| 2018 | 1.      | World Electronic Sports Games 2017 Finals                | fnatic          | 160.000 $              |
| 2019 | 2.      | StarSeries & i-League CS:GO Season 7                     | fnatic          | 016.000 $              |
| 2019 | 2.      | Intel Extreme Masters XIV – Sydney                       | fnatic          | 08.400 $               |
| 2019 | 1.      | DreamHack Masters Malmö 2019                             | fnatic          | 020.000 $              |
| 2019 | 2.      | StarSeries & i-League CS:GO Season 8                     | fnatic          | 016.000 $              |
| 2019 | 2.      | ESL Pro League Season 10: Finals                         | fnatic          | 016.000 $              |
| 2020 | 1.      | ESL Pro League ESL Pro League Season 11: Europe          | fnatic          | 022.000 $              |
| 2020 | 3.      | Flashpoint Season 2                                      | fnatic          | 016.000 $              |
| 2021 | 2.      | cs_summit 7                                              | fnatic          | 010.000 $              |

## Auszeichnungen
- 2013: Platz 8 der HLTV.org Bestenliste[8]
- 2014: Platz 5 der HLTV.org Bestenliste[9]
- 2015: Platz 10 der HLTV.org Bestenliste[10]